# Anständige Leute
Anständige Leute ist ein französischer Kurzfilm von Maxime Roy aus dem Jahr 2020.

## Handlung
Die junge Manon ist im achten Monat schwanger. Ihr Freund Ludo arbeitet jeden Tag lang, während Manon versucht herauszufinden, warum ihr seit zwei Monaten kein Arbeitslosengeld gezahlt wurde. Mehrfach ruft sie beim Arbeitsamt an. Nach einer neuen Regelung muss für den Anspruch auf Arbeitslosengeld im letzten Jahr ein Arbeitsverhältnis für sechs Monate nachgewiesen werden. Manon hat sieben Monate als Zeitarbeitskraft gearbeitet, davon drei im Ausland, doch fehlt bei einem Dokument angeblich der Stempel. Neben dem Stress mit dem Amt hat Manon auch Probleme mit ihrer Mutter. Sie ist entsetzt, dass Manon ihrem Kind den arabischen Namen Nahel geben will, obwohl sie nicht arabisch ist. Zudem wirft sie ihr vor, ihren Großvater seit seinem Umzug ins Altersheim nicht besucht zu haben, obwohl es ihm schlecht geht. Ludo wiederum erinnert Manon daran, dass sie ihm noch die Miete für den aktuellen Monat überweisen muss.
Bei der Untersuchung beim Frauenarzt gibt es keine Auffälligkeiten. Manon sorgt sich, dass ihr Kind ihre Gefühle spüren kann, vor allem Wut und Trauer, doch beruhigt die Frauenärztin sie. Manon ruft kurz darauf bei ihrer Bank an, um den Überziehungsrahmen zu erhöhen, erfährt jedoch, dass das Arbeitsamt das Arbeitslosengeld für die letzten zwei Monate überwiesen hat. Sie kauft Lebensmittel und einen Kinderwagen. Zuhause erhält sie einen Anruf vom Arbeitsamt, dass die Überweisung ein Fehler war. Ihr wird kein Arbeitslosengeld zuerkannt, weil ihr Arbeitgeber im Ausland keine Sozialabgaben geleistet hat und die Arbeitszeit daher nicht anerkannt wird. Manon bricht am Telefon zusammen, weil sie nicht weiß, wie sie die fast 2000 Euro zurückzahlen soll. In der Nacht ruft ihre Mutter sie aus dem Urlaub an, dass es Großvater Roberto akut schlecht geht und eigentlich sie sofort zu ihm gehen müsste, aufgrund eines Streiks jedoch erst am Folgetag vor Ort ist. Manon und Ludo fahren zum Großvater, der nichts mehr isst und trinkt und auch kaum noch kommuniziert. Sie bleiben eine Weile bei ihm und gehen dann. Ludo ist bewegt und weint, Manon ist gefasst. Sie berichtet ihm, dass sie kein Arbeitslosengeld kriegen wird. Ludo erwidert, dass er hart arbeiten wird.

## Produktion
Die Idee zu Anständige Leute kam Maxime Roy, als seine Freundin Clara Ponsot schwanger war. Er entwickelte die Idee, mit ihr auch als Schauspieler zusammenzuarbeiten. Vor allem den Bürokratie-Dschungel, den das Paar durchlaufen musste, wollte Roy darstellen. Laut Roy hat der Kurzfilm fast dokumentarischen Charakter.
Im Film sind die Lieder Ritornerai von Bruno Lauzi (Abspann), La parapluie von Georges Brassens (Szene im Altersheim) und Parisian Night von Clara Ponsot und Mike Guermyet zu hören; Clara Ponsot singt das Lied im Film selbst. Die Kostüme schuf Léa Forest, die Filmbauten stammen von Elsa Ragueneau-Stroom.
Anständige Leute wurde am 5. Oktober 2020 auf dem Festival du Film Francophone de Namur uraufgeführt und auf weiteren Festivals, darunter im August 2021 auf dem Rhode Island International Film Festival, gezeigt. Arte strahlte den Film am 24. Januar 2021 erstmals im deutschen Fernsehen aus.

## Auszeichnungen
Anständige Leute wurde 2022 für einen César in der Kategorie Bester Kurzfilm nominiert.